# Angélica Kvieczynski
Angélica Kvieczynski, (1 de septiembre de 1991) es una destacada deportista brasileña de la especialidad de Gimnasia que fue campeona suramericana en Medellín 2010.

## Trayectoria
La trayectoria deportiva de Angélica Kvieczynski se identifica por su participación en los siguientes eventos nacionales e internacionales:

### Juegos Suramericanos
Fue reconocido su triunfo de ser el primer deportista con el mayor número de medallas de la selección de  Brasil en los juegos de Medellín 2010.

#### Juegos Suramericanos de Medellín 2010
Su desempeño en la novena edición de los juegos, se identificó por ser el tercer deportista con el mayor número de medallas entre todos los participantes del evento, con un total de 6 medallas:

- , Medalla de oro: Gymnastics Rhythmic Individual Women
- , Medalla de oro: Gimnasia Rítmica Cuerda Mujeres
- , Medalla de oro: Gimnasia Rítmica Aro Mujeres
- , Medalla de oro: Gimnasia Rítmica Balón Mujeres
- , Medalla de oro: Gimnasia Rítmica Listón Mujeres
- , Medalla de oro: Gimnasia Rítmica Equipo Mujeres